# Desmodora scaldensis
Desmodora scaldensis är en rundmaskart som beskrevs av De Man 1889. Desmodora scaldensis ingår i släktet Desmodora och familjen Desmodoridae. Arten är reproducerande i Sverige. Inga underarter finns listade i Catalogue of Life.